# Joan Kroc
Joan Beverly Kroc (geb. Mansfield, zuvor Smith; * 27. August 1928; † 12. Oktober 2003), auch bekannt als Joni, war eine amerikanische Philanthropin. Als dritte Ehefrau des McDonald’s-CEO Ray Kroc war sie auch für ihr Engagement in der McDonald’s-Organisation bekannt und war von 1984 bis 1990 Haupteigentümerin des Baseballteams der San Diego Padres.

## Leben
Joan wurde am 27. August 1928 in West St. Paul, Minnesota, geboren. Ihr Vater, Charles Smart Mansfield, war Ladenbesitzer und später Eisenbahntelegrafist und -verkäufer. Ihre Mutter war Gladys Bonnebelle Mansfield. Da der Mutter, einer Geigerin, Musik wichtig war, nahm Joan seit ihrem 6. Lebensjahr Klavierstunden an der MacPhail School of Music in Minneapolis und unterrichtete ab ihrem 15. Lebensjahr Klavier.

## Familie
1945 heiratete sie Rawland F. „Rollie“ Smith, einen Navy-Veteranen, der Franchisenehmer von McDonald’s werden sollte und schließlich drei Geschäfte in Rapid City, South Dakota, besaß. Das einzige Kind des Paares, eine Tochter namens Linda, wurde im folgenden Jahr geboren. Joan traf den Gründer der McDonald’s Corp., Ray Kroc, 1957 während sie Orgel spielte im Criterion Restaurant in St. Paul, Minnesota. Kroc sagte in seiner Autobiografie, dass er „von ihrer blonden Schönheit verblüfft war“. Beide waren jedoch verheiratet. Sie trafen sich 1969 auf einer McDonald’s-Konferenz wieder. Innerhalb von sechs Monaten hatten sie sich von ihren Ehepartnern scheiden lassen und heirateten einander. Nach Krocs Tod im Jahr 1984 erbte sie sein Vermögen.

## Soziales Engagement
Joans erstes philanthropisches Projekt war die Operation Cork 1976 in La Jolla, Kalifornien. Sie zielte darauf ab, Ärzte und anderes Gesundheitspersonal über die Gefahren des Alkoholismus zu informieren.
Ray und Joan Kroc besaßen den Profi-Baseballclub San Diego Padres. Nach Rays Tod im Jahr 1984 versuchte sie, das Team der Stadt San Diego zu spenden (die San Diego Padres gewannen in jenem Jahr ihren ersten National-League-Wimpel), aber die Regeln der Major League Baseball verbieten den Besitz eines öffentlichen Teams. Joan verkaufte das Team 1990 und wandte ihre Aufmerksamkeit der Philanthropie zu. Sie sorgte für Kontroversen, als sie darauf anspielte, dass sie den Star und zukünftigen Hall of Fame Shortstop Ozzie Smith für die Pflege ihres Gartens bezahlte, zu einer Zeit, als ihm der General Manager ihres Teams eine Gehaltserhöhung verweigerte. Die Joan B. Kroc Foundation spendete 1985 18,5 Millionen Dollar an die San Diego Hospice Corporation (heute bekannt als San Diego Hospice und The Institute for Palliative Medicine), um ihr Mehrzweck-Hospizzentrum zu errichten. Die Spende deckte die Kosten für die Planung, den Landerwerb (6,5 Acres = 26.000 m²), den Bau und die Inneneinrichtung des Zentrums. Im Jahr 2002 öffnete das Kroc Center, ein großes Gemeindezentrum der Heilsarmee, das sie mit Spenden in Höhe von 87 Millionen Dollar unterstützt hat, seine Türen für die Öffentlichkeit. Später vermachte sie weitere 1,6 Milliarden Dollar für die Eröffnung von Heilsarmee-Kroc-Zentren im ganzen Land, das größte jemals aufgezeichnete einmalige Geschenk. Mehrere Einrichtungen in der Gegend von San Diego sind nach ihr benannt, darunter der Think Tank Joan B. Kroc Institute for Peace and Justice und die Joan B. Kroc School of Peace Studies – die weltweit führende Friedenseinrichtung – an der Universität von San Diego, das St. Vincent de Paul Joan Kroc Center for the Homeless (Teil von Father Joe's Villages – San Diegos größter Organisation zur Unterstützung von Obdachlosen) in der Innenstadt und das Kroc-Copley Animal Shelter im Distrikt Morena. Darüber hinaus gründete und stiftete Joan das Joan B. Kroc Institute for International Peace Studies der University of Notre Dame. Kroc zog es vor, anonym zu spenden, aber Empfängerorganisationen bestanden oft darauf, ihre Geschenke bekannt zu machen, in der Hoffnung, neue Spender zu gewinnen.
Sie unterstützte auch die Ronald McDonald Children’s Charities und die Ronald McDonald Houses. Als Eigentümerin der Padres startete sie das erste Mitarbeiter-Hilfsprogramm für Spieler und Mitarbeiter mit Drogenproblemen in der Major League Baseball.
Kroc war auch politisch aktiv. Im Jahr 1985 gab sie Millionen von Dollar für die Unterstützung der nuklearen Abrüstung aus, darunter den Nachdruck des Buches Missile Envy von Helen Caldicott sowie die Veröffentlichung von Anzeigen in großen Zeitungen, in denen zur Abrüstung aufgerufen wurde. Cal Thomas, ein konservativer syndizierter Kolumnist, nannte sie daraufhin eine „McNuss“. Sie ist bei den Bürgern von Grand Forks, North Dakota, und East Grand Forks, Minnesota, wegen ihrer anonymen Spende von 15 Millionen Dollar zur Unterstützung der Städte nach einer verheerenden Überschwemmung im Jahr 1997 als „Engel“ bekannt. Sie wurde als die Quelle der Gelder enthüllt, nachdem Reporter den Besitzer des Jets ausfindig gemacht hatten, mit dem sie in das Gebiet geflogen war, um die Schäden zu begutachten. Nach ihrem Tod im Jahr 2003 wurde dem National Public Radio (NPR) ein Vermächtnis in Höhe von 225 Millionen Dollar vermacht, darunter 5 Millionen Dollar an ihren lokalen öffentlichen Radiosender KPBS in San Diego.

## Auszeichnungen
Joan Kroc wurde 2004 in die San Diego County Women's Hall of Fame aufgenommen, die vom Women's Museum of California, der Commission on the Status of Women, der University of California, dem San Diego Women's Center und der San Diego State University Women's Studies ausgerichtet wird.

## Tod
Joan starb am 12. Oktober 2003 im Rancho Santa Fe, Kalifornien, im Alter von 75 Jahren an einem Hirntumor. Sie wurde eingeäschert, und die meisten ihrer Überreste wurden im El Camino Memorial Park im Sorrento Valley, San Diego, beigesetzt.

## Nachlass
In ihrem Testament vermachte sie große Teile ihres Vermögens an eine Reihe von Organisationen.
- 1,6 Milliarden USD für die Heilsarmee
- 225 Millionen USD für National Public Radio (inklusive die 5 Millionen USD an KPBS, siehe unten).

- 50 Millionen USD für das Joan B. Kroc Institute for Peace and Justice der University of San Diego
- 50 Millionen USD für das Joan B. Kroc Institute for International Peace Studies der University of Notre Dame
- 20 Millionen USD für das San Diego Hospice & Palliative Care (doing business as „San Diego Hospice and The Institute for Palliative Medicine“)
- 10 Millionen USD für die Zoological Society of San Diego, die den San Diego Zoo und den San Diego Zoo Safari Park unterhält
- 5 Millionen USD für den öffentlichen Rundfunk KPBS in San Diego

## Posthume Würdigung
Am 25. August 2009 gaben Kaliforniens Gouverneur Arnold Schwarzenegger und Maria Shriver bekannt, dass Kroc einer der 13 Teilnehmer der California Hall of Fame sein wird, die in die einjährige Ausstellung des California Museum aufgenommen werden. Die Einführungszeremonie fand am 1. Dezember 2009 in Sacramento, Kalifornien, statt. Kroc ist auch in der Ausstellung „California Remarkable Women“ des Museums zu sehen, die 2004 von Shriver gegründet wurde.

## Popkultur
Kroc wird von der Schauspielerin Linda Cardellini im amerikanischen biografischen Dramafilm The Founder aus dem Jahr 2016 porträtiert.